# Catherine de Bjurum
Titres
Reine consort de Suède
20 juin 1448 – 7 septembre 1450
(2 ans, 2 mois et 18 jours)
Reine consort de Norvège
25 octobre 1449 – 13 mai 1450
(6 mois et 18 jours)
Catherine de Bjurum (en suédois : Katarina Gumsehuvud, née en 1418 et morte le 7 septembre 1450 à Stockholm (Union de Kalmar), Reine consort de Suède-Finlande et de   Norvège, épouse du roi Charles VIII de Suède. 

## Biographie
Elle a épousé Charles VIII de Suède le 5 octobre 1438 à Stockholm de cette union naquit quatre enfants :
- Margaret ;
- Magdalena ;
- Richeza ;
- Bridget.

Charles la pleura profondément quand elle meurt en 1450 de la peste.